# Infernal (groupe danois)
Infernal est un groupe de pop en provenance du Danemark, composé de Lina Rafn et Paw Lagermann. Ils ont fait leurs débuts au Danemark en 1997 avec la publication de la piste Sorti de l'enfer, et ont connu du succès dans les charts internationaux ces dernières années. Leur titre ayant à ce jour eu le plus de succès a été From Paris to Berlin, qui a été diffusé dans de nombreux pays européens en 2006 et 2007. En plus de l'originale, une autre version a été publiée au Royaume-Uni, intitulée From London to Berlin, pour soutenir l'Angleterre à la Coupe du monde de football 2006.

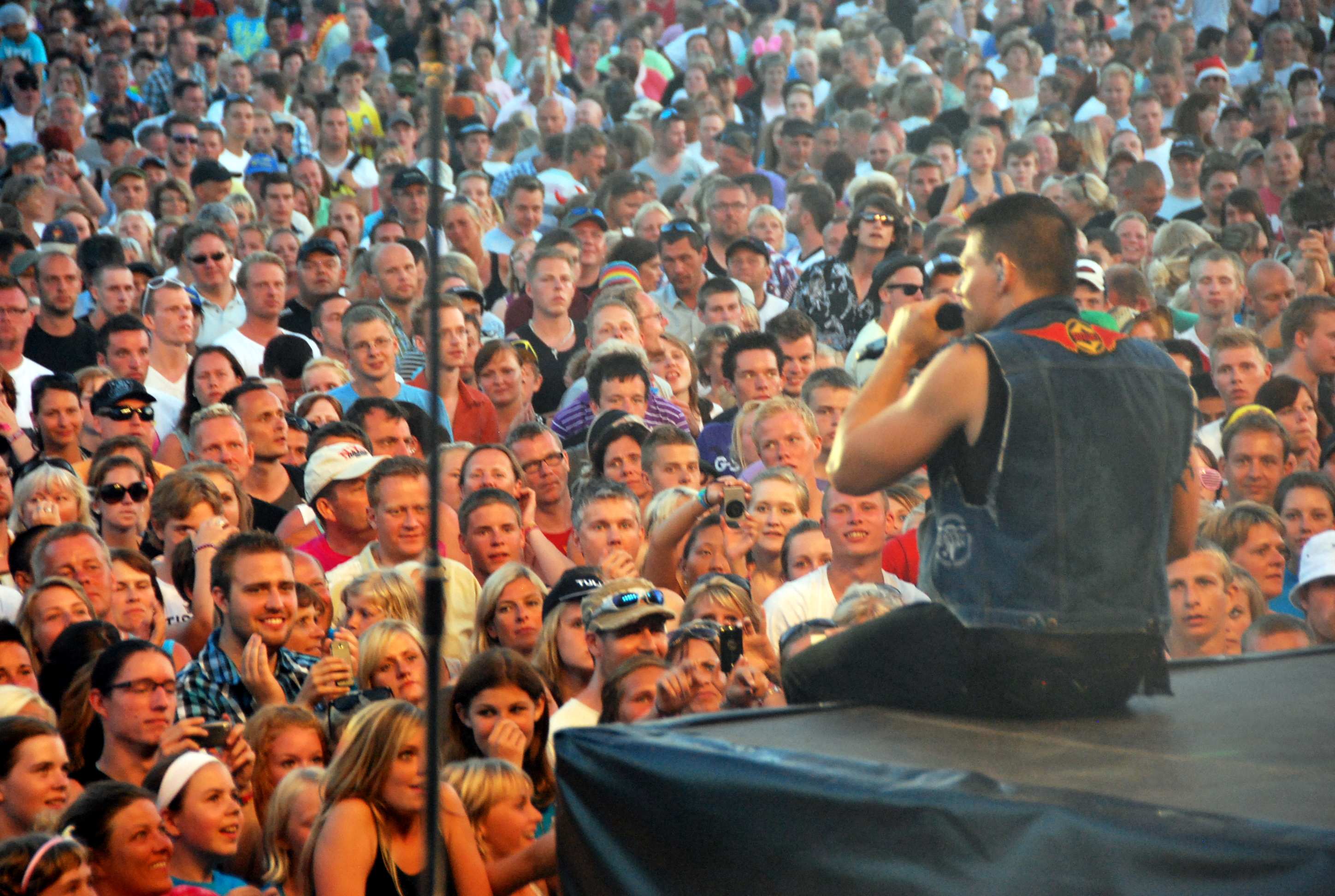
Paw Lagermann lors du concert d'Infernal au Vig Festival 2010.

Infernal a sorti quatre albums studio, avec en 1998 le premier album, Infernal Affairs, atteignant des ventes double disque de platine au Danemark. Leur percée est survenue en 2004 avec From Paris to Berlin (certifié double disque de platine), et le succès se poursuit avec Cabaret Electric en 2008 (disque de platine).

## Discographie

### Studio albums
| Titre                                                                                  | Détails de l'album                                                                     | Meilleure position dans les charts | Meilleure position dans les charts | Meilleure position dans les charts | Certifications      | Ventes           |
| Titre                                                                                  | Détails de l'album                                                                     | DEN                                | FIN                                | UK                                 | Certifications      | Ventes           |
| -------------------------------------------------------------------------------------- | -------------------------------------------------------------------------------------- | ---------------------------------- | ---------------------------------- | ---------------------------------- | ------------------- | ---------------- |
| Infernal Affairs                                                                       | - Sortie : 1998 - Label : Flex - Format : CD                                           | 6                                  | —                                  | —                                  | - DEN: 2× Platinum  | - DEN : 80 000   |
| Waiting for Daylight[A]                                                                | - Sortie : 2001 - Label : Flex - Format : CD                                           | 32                                 | —                                  | —                                  |                     |                  |
| From Paris to Berlin                                                                   | - Sortie : 23 août 2004 - Label : Border Breakers - Format : CD, digital download      | 1                                  | 29                                 | 44                                 | - DEN : 2× Platinum | - WW : 1 000 000 |
| Electric Cabaret                                                                       | - Sortie : 11 août 2008 - Label : Border Breakers - Format : CD, digital download      | 2                                  | —                                  | —                                  | - DEN: 2× Platinum  |                  |
| Fall from Grace                                                                        | - Sortie : 27 septembre 2010 - Label : Border Breakers - Format : CD, digital download | 9                                  | —                                  | —                                  | - DEN : Gold        |                  |
| Put Your F**king Hands Up                                                              | - Sortie : septembre 2013 - Label : Border Breakers - Format : CD, digital download    | 17                                 | —                                  | —                                  | - DEN : Gold        |                  |
| "—" indique les titres qui ne sont pas sortis dans le pays ou ne s'y sont pas classés. |                                                                                        |                                    |                                    |                                    |                     |                  |

Notes
- A[9] Waiting for Daylight a été réédité en 2001 sous le titre Muzaik. Cette réédition comporte de nouveaux titres et de nouvelles versions de titres déjà parus. Il a atteint la 17e position dans le classement danois des meilleures ventes d'albums[10].

### Remix albums
| Année | Détails                                                              |
| ----- | -------------------------------------------------------------------- |
| 1998  | Remixed Affairs - Sortie : 1998 - Label : FLEX Records - Format : CD |

## Singles
| Année                                             | Chanson                             | Meilleure position charts | Meilleure position charts | Meilleure position charts | Meilleure position charts | Meilleure position charts | Meilleure position charts | Meilleure position charts | Meilleure position charts | Meilleure position charts | Meilleure position charts | Certifications   | Album                |
| Année                                             | Chanson                             | DEN                       | AUS                       | AUT                       | FIN                       | FRA                       | IRE                       | NLD                       | SPA                       | SWE                       | UK                        | Certifications   | Album                |
| ------------------------------------------------- | ----------------------------------- | ------------------------- | ------------------------- | ------------------------- | ------------------------- | ------------------------- | ------------------------- | ------------------------- | ------------------------- | ------------------------- | ------------------------- | ---------------- | -------------------- |
| 1997                                              | Sorti de L'enfer (en)               | 5                         | —                         | —                         | —                         | —                         | —                         | —                         | —                         | —                         | —                         |                  | Infernal Affairs     |
| 1998                                              | Highland Fling                      | 2                         | —                         | —                         | —                         | —                         | —                         | —                         | —                         | —                         | —                         |                  | Infernal Affairs     |
| 1998                                              | Kalinka                             | 1                         | —                         | —                         | —                         | —                         | —                         | —                         | —                         | —                         | —                         |                  | Infernal Affairs     |
| 1998                                              | Voodoo Cowboy                       | 12                        | —                         | —                         | —                         | —                         | —                         | —                         | —                         | —                         | —                         |                  | Infernal Affairs     |
| 1999                                              | Your Crown                          | 8                         | —                         | —                         | —                         | —                         | —                         | —                         | —                         | —                         | —                         |                  | Infernal Affairs     |
| 2000                                              | Serengeti                           | 10                        | —                         | —                         | —                         | —                         | —                         | —                         | —                         | —                         | —                         |                  | Waiting for Daylight |
| 2000                                              | Sunrise                             | 6                         | —                         | —                         | —                         | —                         | —                         | —                         | —                         | —                         | —                         |                  | Waiting for Daylight |
| 2001                                              | Muzaik                              | 5                         | —                         | —                         | —                         | —                         | —                         | —                         | —                         | —                         | —                         |                  | Waiting for Daylight |
| 2001                                              | You Receive Me                      | 12                        | —                         | —                         | —                         | —                         | —                         | —                         | —                         | —                         | —                         |                  | Muzaik               |
| 2002                                              | Let Me Hear You Say Yeah            | 11                        | —                         | —                         | —                         | —                         | —                         | —                         | —                         | —                         | —                         |                  | Muzaik               |
| 2003                                              | The Cult of Noise (featuring Snap!) | —                         | —                         | —                         | —                         | —                         | —                         | —                         | —                         | —                         | —                         |                  | single hors album    |
| 2003                                              | Banjo Thing (featuring Red$tar)     | 3                         | —                         | —                         | —                         | —                         | —                         | —                         | —                         | —                         | —                         |                  | From Paris to Berlin |
| 2004                                              | Cheap Trick Kinda Girl (*)          | —                         | 28                        | —                         | —                         | —                         | —                         | —                         | —                         | —                         | —                         |                  | From Paris to Berlin |
| 2004                                              | From Paris to Berlin                | 1                         | 20                        | 49                        | 2                         | 14                        | 2                         | 9                         | 20                        | 57                        | 2                         | - DEN : Platinum | From Paris to Berlin |
| 2005                                              | Keen on Disco (*)                   | 20                        | —                         | —                         | 12                        | —                         | —                         | —                         | —                         | 13                        | —                         |                  | From Paris to Berlin |
| 2005                                              | A to the B (*)                      | 3                         | —                         | —                         | —                         | 49                        | —                         | —                         | —                         | —                         | —                         |                  | From Paris to Berlin |
| 2006                                              | Ten Miles (*)                       | 5                         | —                         | —                         | —                         | —                         | —                         | —                         | —                         | —                         | —                         | - DEN : Platinum | From Paris to Berlin |
| 2006                                              | Self Control                        | 2                         | —                         | —                         | 6                         | —                         | 14                        | —                         | —                         | —                         | 18                        | - DEN : Platinum | From Paris to Berlin |
| 2007                                              | I Won't Be Crying (*)               | 2                         | —                         | —                         | 16                        | —                         | —                         | 99                        | —                         | —                         | 123                       | - DEN : Platinum | From Paris to Berlin |
| 2008                                              | Downtown Boys                       | 2                         | —                         | —                         | —                         | —                         | —                         | —                         | —                         | —                         | —                         | - DEN : Platinum | Electric Cabaret     |
| 2008                                              | Whenever You Need Me                | 8                         | —                         | —                         | —                         | —                         | —                         | —                         | —                         | —                         | —                         | - DEN : Gold     | Electric Cabaret     |
| 2008                                              | Electric Light                      | 5                         | —                         | —                         | —                         | —                         | —                         | —                         | —                         | —                         | —                         | - DEN : Gold     | Electric Cabaret     |
| 2009                                              | Redefinition                        | —                         | —                         | —                         | —                         | —                         | —                         | —                         | —                         | —                         | —                         |                  | Electric Cabaret     |
| 2010                                              | Love Is All...                      | 6                         | —                         | —                         | —                         | —                         | —                         | —                         | —                         | —                         | —                         | - DEN : Gold     | Fall from Grace      |
| 2010                                              | Alone, Together                     | —                         | —                         | —                         | —                         | —                         | —                         | —                         | —                         | —                         | —                         |                  | Fall from Grace      |
| 2012                                              | Can't Go Back                       | 29                        | —                         | —                         | —                         | —                         | —                         | —                         | —                         | —                         | —                         |                  | Fall from Grace      |
| "—" indique les titres qui n'ont pas été classés. |                                     |                           |                           |                           |                           |                           |                           |                           |                           |                           |                           |                  |                      |

- (*) Les classements sont basés sur le Top-20 des téléchargements au Danemark, lui même issu des ventes de versions numériques.

### Apparition
| Année | Chanson                           | Position charts | Certifications          | Album          |
| Année | Chanson                           | DEN             | Certifications          | Album          |
| ----- | --------------------------------- | --------------- | ----------------------- | -------------- |
| 2011  | "Speakers On" (Kato and Infernal) | 2               | - DEN: Gold (streaming) | Discolized 2.0 |